# Моррис, Джонни
Джон Мо́ррис (англ. John Morris; 27 сентября 1923, Манчестер — 6 апреля 2011, там же), более известный как Джо́нни Мо́ррис (англ. Johnny Morris) — английский футболист и футбольный тренер.

## Клубная карьера
Джонни начал карьеру в клубе «Манчестер Юнайтед» в 1946 году. В 1948 году он помог клубу выиграть Кубок Англии. Всего за «Юнайтед» он провёл 92 матча, в которых забил 35 мячей. В 1949 году он перешёл в клуб «Дерби Каунти», а в 1952 году — в «Лестер Сити», где и завершил свою карьеру футболиста.

## Карьера в сборной
В 1949 году провёл 3 матча за сборную Англии, в которых забил 3 гола.

## Личная жизнь
Моррис умер в доме престарелых в Манчестере 6 апреля 2011 года в возрасте 87 лет.